# Sarthak Behuria
Sarthak Behuria é presidente do Conselho de administração e diretor da Indian Oil Corporation.